# Ivana Tikvić
Ivana Tikvić (ur. 20 marca 1994 w Zagrzebiu) – chorwacka koszykarka występująca na pozycji środkowej, reprezentantka kraju.

## Osiągnięcia
Na podstawie, o ile nie zaznaczono inaczej.

### Drużynowe
- Mistrzyni:
  - Grecji (2019)[4]
  - Chorwacji (2014, 2015)[5][6]
- Zdobywczyni pucharu:
  - Grecji (2019)[4]
  - Chorwacji (2015)[6]

### Indywidualne
(* – oznacza nagrody przyznane przez portal eurobasket.com)
- Najlepsza nowo-przybyła zawodniczka ligi chorwackiej (2011)*[7]
- Zaliczona do*:
  - I składu:
    - ligi chorwackiej (2015)[6]
    - zawodniczek krajowych ligi chorwackiej (2015)[6]
    - defensywnego ligi chorwackiej (2015)[6]

  - nowo-przybyłych zawodniczek ligi chorwackiej (2011)[7]
  - II składu ligi:
    - chorwackiej (2012)[8]
    - greckiej (2019)[4]

  - składu honorable mention ligi:
    - chorwackiej (2014)[5]
    - włoskiej (2018)[9]
- Liderka w blokach ligi włoskiej (2017 – 1,2)[10]

### Reprezentacja
Seniorska
- Uczestniczka:
  - mistrzostw Europy (2015 – 12. miejsce, 2021 – 11. miejsce)[11]
  - kwalifikacji do Eurobasketu (2015, 2017, 2019, 2021)

Młodzieżowe
- Mistrzyni Europy U–18 dywizji B (2011)[12]
- Wicemistrzyni Europy U–16:
  - 2010[13]
  - U–16 dywizji B (2009)
- Uczestniczka mistrzostw Europy:
  - U–18 (2012 – 7. miejsce)[14]
  - U–16 dywizji B (2008 – 9. miejsce, 2009)
- MVP Eurobasketu U–18 dywizji B (2011)[15]
- Zaliczona do I składu mistrzostw Europy U–18 dywizji B (2011)[15]
- Liderka w zbiorkach mistrzostw Europy U–18 dywizji B (2011 – 12,6)[16]